# Saint Geniez d’Olt et d’Aubrac
Saint Geniez d’Olt et d’Aubrac község Franciaország Okcitánia régiójában, Aveyron megyében. Új községként 2016. január 1-jén jött létre két korábbi község: Saint-Geniez-d’Olt és Aurelle-Verlac egyesítésével. Az egyesüléskor az új község lélekszáma 2192 fő lett. Lakosainak száma 2167 fő (2022. január 1.).

## Népesség
| Lakosok száma | 2198 | 2196 | 2206 | 2211 | 2217 | 2192 | 2167 |
|               | 2016 | 2017 | 2018 | 2019 | 2020 | 2021 | 2022 |